# Naukluftgebergte
Het Naukluftgebergte (Afrikaans: Naukluftberge) is een bergmassief in Centraal-Namibië en vormt het meest oostelijke deel van het Namib-Naukluft National Park. Het heeft een oppervlakte van ongeveer 850 km² en de hoogste piek ligt op 1.965 meter. Het gebergte staat bekend om de fauna, waaronder zebra's en luipaarden. De bergen hebben vele kleine stroompjes en watervallen.

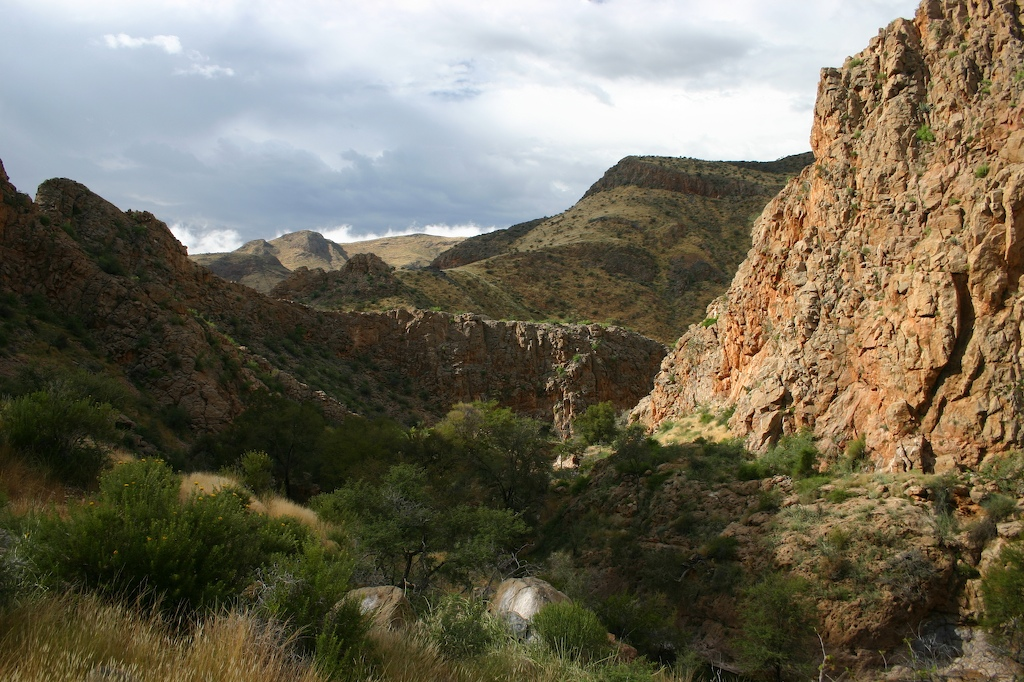
Waterkloof